# Antanas Škėma

Antanas Škėma (1950)

Antanas Škėma (* 29. November 1910 in Łódź, Russisches Kaiserreich; † 11. August 1961 bei Chicago, USA) war ein litauischer Schriftsteller.

## Leben
Antanas Škėma wurde 1910 im damals zum russischen Weichselland gehörenden Łódź geboren, wohin sein Vater, ein litauischer Lehrer, versetzt worden war. Zu Beginn des Ersten Weltkriegs floh die Familie ins russische Hinterland. Škėma durchlebte eine traumatische Kindheit, zunächst in Woronesch und dann während der Oktoberrevolution in der Ukraine. 1921 kehrte die Familie in das nun unabhängige Litauen zurück. Im Jahre 1929 begann Škėma, in Kaunas Medizin, später ab 1931 Rechtswissenschaften zu studieren. Ab 1935 widmete er sich zunehmend dem Theater. Er arbeitete als Schauspieler und später auch als Regisseur am Staatstheater Vilnius. 1941 nahm Škėma am Juniaufstand gegen die sowjetische Okkupation teil. 1944 floh er vor der erneuten sowjetischen Besatzung nach Deutschland, wo er, wie Zehntausende seiner Landsleute, mehrere Jahre in DP-Lagern lebte. 1947 veröffentlichte Škėma einen Kurzgeschichtenband und verfasste erste Dramen. 1949 siedelte er in die USA über, wo er seinen Lebensunterhalt als Fabrikarbeiter und Liftboy verdiente. In litauischen Exilkreisen engagierte er sich in den USA und Kanada im Theater, verfasste zahlreiche Beiträge für Zeitungen und Zeitschriften der Emigrantenpresse und publizierte zwei weitere Novellenbände, Essays und Gedichte. 1961 starb er bei einem Autounfall in Pennsylvania.

## Werk
Balta drobulė (deutsch: Das weiße Leintuch) war Antanas Škėmas einziger Roman. Er verfasste ihn zwischen 1952 und 1954 in seinem New Yorker Exil. Er gilt als erster litauischer Roman der literarischen Moderne, greift Verfahrensweisen der Beat-Generation und der Moderne auf, wie beispielsweise den stream of consciousness, und verbindet diese modernen Elemente mit Erinnerungen an seine litauische Vergangenheit. 1958 wurde der Roman erstmals im Londoner Exilverlag Nida veröffentlicht. Daneben schrieb Škėma Theaterstücke (Pabudimas, Žvakidė), Gedichte und eine Handvoll Erzählungen (in den Bänden Nuodėguliai ir Kibirkštys und Šventoji Inga). Škėma war enorm einflussreich für die nachfolgenden Generationen litauischer Schriftsteller, Jonas Mekas nennt ihn einen Vertreter der „Generation ohne Ornamente“. Aufgrund seiner existenziellen Themen wurde Škėma als „litauischer Camus“ bezeichnet.

## Werke
- Nuodėguliai ir Kibirkštys. 1946
- Pabudimas. Terra, Chicago 1956
- Šventoji Inga. Terra, Chicago 1956
- Žvakidė. 1957
- Balta drobulė. Nida, London 1958
  - Das weiße Leintuch. aus dem Litauischen von Claudia Sinnig. Mit einem Nachwort von Jonas Mekas. Guggolz Verlag, Berlin 2017, ISBN 978-3-945370-10-0
  - Apokalyptische Variationen, aus dem Litauischen und mit einem Nachwort von Claudia Sinnig, Guggolz Verlag, Berlin 2020, ISBN 978-3-945370-26-1
- Čelesta. Nida, London 1960